# Scott (Louisiane)
Pour les articles homonymes, voir Scott.
Scott est une petite ville de l'état américain de Louisiane dans la paroisse de Lafayette.
Elle s'étend sur 23,0 km2. Sa population était de 8.104 habitants selon un recensement de 2006.

## Personnalités liées à la commune
- Zachary Richard, chanteur, y est né.